# Roy Strider
Roy Strider (ur. Raul Sillaste 10 września 1974) – estoński gitarzysta punkrockowy.
Występował w zespołach The Flowers Of Romance (po jego reaktywacji w 1999) i Vennaskond.